# Osella FA1C
Der Osella FA1C (alternativ: Osella FA1/C) war ein Formel-1-Rennwagen, mit dem der italienische Rennstall Osella Squadra Corse in den Jahren 1981 und 1982 insgesamt 15 Weltmeisterschaftsläufe bestritt. Er war das erste Formel-1-Auto, mit dem Osella Weltmeisterschaftspunkte erzielte. Osellas Fahrer Riccardo Paletti verunglückte in einem FA1C tödlich. Osella baute vier Autos dieses Typs, von denen keines mehr existiert. Einige Komponenten der FA1C wurden bei späteren Modellen wiederverwendet.

## Entstehungsgeschichte
Das Turiner Unternehmen Osella Corse, dessen Gründer Enzo Osella 1971 die Motorsportabteilung von Abarth & C. übernommen hatte, baute in den 1970er-Jahren schwerpunktmäßig Wettbewerbsfahrzeuge für Berg- und Sportwagenrennen; Autos nach dem Formel-Reglement dagegen entstanden zunächst selten. In den Jahren 1975 und 1979 nahm Osella werksseitig mit selbst konstruierten Autos an der Formel-2-Europameisterschaft teil. Erfolgreich war nur das Engagement 1979: Osellas Werksfahrer Eddie Cheever gewann mit dem FA2/79 drei Meisterschaftsläufe und belegte am Ende Rang vier des Gesamtklassements. Auf Initiative und mit finanzieller Unterstützung der italienischen Tochter des Unilever-Konzerns stieg Osella bereits ein Jahr später in die Formel-1-Weltmeisterschaft ein, wobei viel Improvisation erforderlich war. Der FA1A, Osellas erstes Formel-1-Chassis, war eine leistungsschwache Ableitung des letztjährigen Formel-2-Autos. Im Spätsommer 1980 erschien daraufhin der von Enzo Osella und Giorgio Valentini konstruierte Nachfolger F1B, der seinerseits im Spätsommer 1981 durch den weiterentwickelten FA1C abgelöst wurde. Der FA1C wurde auch in der Saison 1982 eingesetzt. Er erfuhr in der ersten Jahreshälfte 1982 schrittweise einige Modifikationen. Im August 1982 wurde er schließlich durch den FA1D abgelöst, der viele Gemeinsamkeiten mit dem FA1C hatte und auch einige Komponenten des FA1C verwendete.

## Technik
Der Osella FA1C wurde im Laufe der Zeit mehrfach überarbeitet. Das Basisauto vom Spätsommer 1981 ist ein Entwurf von Giorgio Valentini, 1982 verantwortete Hervé Guiplin einige Modifikationen.
Der FA1C griff Gestaltungselemente des Arrows A3 und des Brabham BT49 auf. Er war der erste Osella, dessen Aerodynamik in einem Windkanal entwickelt wurde; Valentini nutzte dabei Fiats Anlage in Orbassano. Die Seitenkästen waren sehr breit und lang, um einen möglichst großen Bodeneffekt erzielen. Der FA1C hatte ein neu entworfenes Monocoque aus Aluminiumsandwichplatten mit Wabenkern. Die Monocoques der FA1C wurden auch beim Nachfolgemodell FA1D verwendet; ein Monocoque kam außerdem noch beim im Spätsommer 1983 eingeführten FA1E zum Einsatz. Hinsichtlich des Fahrwerks und der Antriebstechnik entsprach der FA1C dagegen weitgehend seinen beiden Vorgängermodellen. Osella verwendete weiterhin Achtzylinder-Saugmotoren von Cosworth mit 3,0 Litern Hubraum (Typ DFV).

## Renneinsätze

### Formel-1-Saison 1981
Der FA1C debütierte beim Großen Preis von Italien im September. Hier wie auch in den beiden folgenden Rennen wurde er von Jean-Pierre Jarier gefahren, während Beppe Gabbiani, der zweite Pilot des Teams, bis zum Ende der Saison den bereits 1980 vorgestellten FA1B verwenden musste. Jarier beendete das Debütrennen des FA1C mit einem Zieldurchlauf auf dem neunten Platz. Bei den folgenden Rennen in Kanada und in Las Vegas schied er dagegen aus.

### Formel-1-Saison 1982
In der Formel-1-Saison 1982 wurde der FA1C vom Saisonbeginn bis zum Großen Preis von Frankreich eingesetzt, der Ende Juli abgehalten wurde. Fahrer waren Jean-Pierre Jarier und der Debütant Riccardo Paletti. Jarier kam dreimal ins Ziel. Das beste Ergebnis war der vierte Platz beim Großen Preis von San Marino, bei dem allerdings infolge eines Boykotts seitens einzelner Teams nur 14 Autos an den Start gingen. Riccardo Paletti gelang es, sich bei acht Versuchen dreimal mit dem FA1C zu qualifizieren. Bei seinem dritten Formel-1-Start anlässlich des Großen Preises von Kanada verunglückte er im FA1C tödlich. In der zweiten Hälfte der Saison meldete das Team nur Jarier. Nach dem tödlichen Unfall Palettis verzichtete Osella darauf, das zweite Cockpit neu zu besetzen.

## Rennergebnisse
| Saison | Fahrer             | Nummer | 1   | 2    | 3   | 4   | 5   | 6    | 7   | 8   | 9  | 10  | 11  | 12 | 13 | 14  | 15  | 16 | Punkte | Rang |
| ------ | ------------------ | ------ | --- | ---- | --- | --- | --- | ---- | --- | --- | -- | --- | --- | -- | -- | --- | --- | -- | ------ | ---- |
| 1981   |                    |        |     |      |     |     |     |      |     |     |    |     |     |    |    |     |     |    | –      | –    |
| 1981   | Jean-Pierre Jarier | 32     |     |      |     |     |     |      |     |     |    |     |     |    | 9  | DNF | DNF |    | –      | –    |
| 1982   |                    |        |     |      |     |     |     |      |     |     |    |     |     |    |    |     |     |    | 3      | 12   |
| 1982   | Jean-Pierre Jarier | 31     | DNF | 9    | DNF | 4   | DNF | DNQ  | DNF | DNS | 14 | DNF | DNF |    |    |     |     |    | 3      | 12   |
| 1982   | Ricardo Paletti    | 32     | DNQ | DNPQ | DNQ | DNF | DNQ | DNPQ | DNS | DNF |    |     |     |    |    |     |     |    | 3      | 12   |